# حمید بن مسلم ازدی
حمید بن مسلم ازدی وقایع‌نگار نبرد کربلا و رویدادهای مرتبط با حسین بن علی بوده‌است. او یکی از لشکریان عمر سعد و در نهضت توابین نیز حضور داشت.
از جمله مواضع وی دفاع از امام سجاد و جلوگیری شمر از کشتن او است، زیرا وقتی شمر می‌خواست خیمه‌ها را بسوزاند به او اعتراض کرد و وی را مقصر این کار دانست و پس از جنگ، عمر بن سعد او را به همراه خولی فرستاد تا سر امام حسین را به نزد ابن زیاد ببرد.
او پس از واقعه کربلا در نهضت توابین شرکت کرد و پس از شکست آن‌ها، سعی در نزدیک شدن به مختار ثقفی داشت، اما از این کار خودداری کرد زیرا مختار در قصد کشتن قاتلان حسین بن علی جدی بود؛ اصحاب مختار به دنبال او بودند، اما وی را دستگیر نکردند.